# Mściwojów (gemeente)
De gemeente Mściwojów is een landgemeente in het Poolse woiwodschap Neder-Silezië, in powiat Jaworski.
De zetel van de gemeente is in Mściwojów.
Op 30 juni 2004 telde de gemeente 4062 inwoners.

## Oppervlakte gegevens
In 2002 bedroeg de totale oppervlakte van gemeente Mściwojów 71,83 km², waarvan:
- agrarisch gebied: 88%
- bossen: 3%

De gemeente beslaat 12,36% van de totale oppervlakte van de powiat.

## Demografie
Stand op 30 juni 2004:
| Omschrijving                   | Totaal | Totaal | Vrouwen | Vrouwen | Mannen | Mannen |
| ------------------------------ | ------ | ------ | ------- | ------- | ------ | ------ |
| eenheid                        | aantal | %      | aantal  | %       | aantal | %      |
| inwoners                       | 4062   | 100    | 2088    | 51,4    | 1974   | 48,6   |
| bevolkingsdichtheid (inw./km²) | 56,6   | 56,6   | 29,1    | 29,1    | 27,5   | 27,5   |

In 2002 bedroeg het gemiddelde inkomen per inwoner 1282,62 zł.

## Aangrenzende gemeenten
Dobromierz, Jawor, Legnickie Pole, Męcinka, Paszowice, Świdnica, Udanin, Wądroże Wielkie